# 小行星2113
小行星2113（2113 Ehrdni）是一颗绕太阳运转的小行星，为主小行星带小行星。该小行星于1972年9月11日发现。
該小行星以蘇聯英雄埃爾德尼·特爾日耶維奇·德利科夫（Ehrdni Teldzhievich Delikov）命名。

## 轨道参数
小行星2113的轨道半长轴为2.4731468 UA，离心率为0.096。